# Hadjina carcaroda
Hadjina carcaroda is een vlinder uit de familie uilen (Noctuidae). De wetenschappelijke naam van deze soort is voor het eerst geldig gepubliceerd in 1901 door Distant.
De soort komt voor in tropisch Afrika.